# Rexdale
Rexdale est un quartier de la ville de Toronto, au Canada. Il se situe au nord-ouest du centre-ville, dans l'ancienne ville d'Etobicoke.
Rexdale définit une zone de plusieurs quartiers officiels au nord de l'autoroute 401 et à l'est de l'autoroute 427.
Il est centré sur Rexdale Boulevard et Islington Avenue.
L'hippodrome de Woodbine se situe à Rexdale.